# Beawar
Beawar (o Nayanagar) és una ciutat i municipi del Rajasthan al districte d'Ajmer, a les muntanyes Aravalli. Destaca per la fabricació de ciment i és una zona rica en diversos materials. Està a 53 km d'Ajmer, a 26° 06′ N, 74° 19′ E / 26.1°N,74.32°E a 439 metres d'altura. Consta al cens del 2001 amb una població de 223.701 habitants. A la ciutat destaquen els temples Neel Kanth Mahadev dedicat a Xiva, i Balaji Maharaj (dedicat a l'Hanuman).

## Història
Beawar fou fundada pel coronel Dixon el 1835 per un tractat amb el maharana de Mewar, sobre un poble que es deia Beawar Khas. Se li va donar el nom de Nayanagar que no va arrelar, i l'any següent va esdevenir capital del districte de Merwara a la província d'Ajmer-Merwara-Kekri. Fou un campament militar. En els darrers anys reclama ser constituïda en cap d'un districte.

## Fills Il·lustres
- Duncan Sommerville (1879-1934), matemàtic i astrònom escocès